# مجردي (الحد)

تعديل مصدري - تعديل

مجردي هي إحدى قرى عزلة الحد بمديرية الحد التابعة لمحافظة لحج، بلغ تعداد سكانها 175 نسمة حسب تعداد اليمن لعام 2004.